# بيبي بالاو
بيبي بالاو (بالإسبانية: José Palau Mira)‏ هو لاعب كرة قدم إسباني في مركز الوسط، ولد في 24 فبراير 1992 في إلبي في إسبانيا. لعب مع نادي برشلونة ب ونادي فياريال ب ونادي قرطاجنة.

## وصلات خارجية
- بيبي بالاو على موقع قاعدة بيانات كرة القدم.إي يو (الإنجليزية)
- بيبي بالاو على موقع Soccerway.com (الإنجليزية)